# ووزولونگ
ووزولونگ (به انگلیسی: Wuzhoulong) یک شرکت خودروسازی چینی است، که در سال ۲۰۰۰ تأسیس شد.